# Marcilly-le-Châtel
Marcilly-le-Châtel is een gemeente in het Franse departement Loire (regio Auvergne-Rhône-Alpes). De plaats maakt deel uit van het arrondissement Montbrison. Marcilly-le-Châtel telde op 1 januari 2022 1.395 inwoners.

## Geografie
De oppervlakte van Marcilly-le-Châtel bedroeg op 1 januari 2022 16,32 vierkante kilometer; de bevolkingsdichtheid was toen 85,5 inwoners per km².

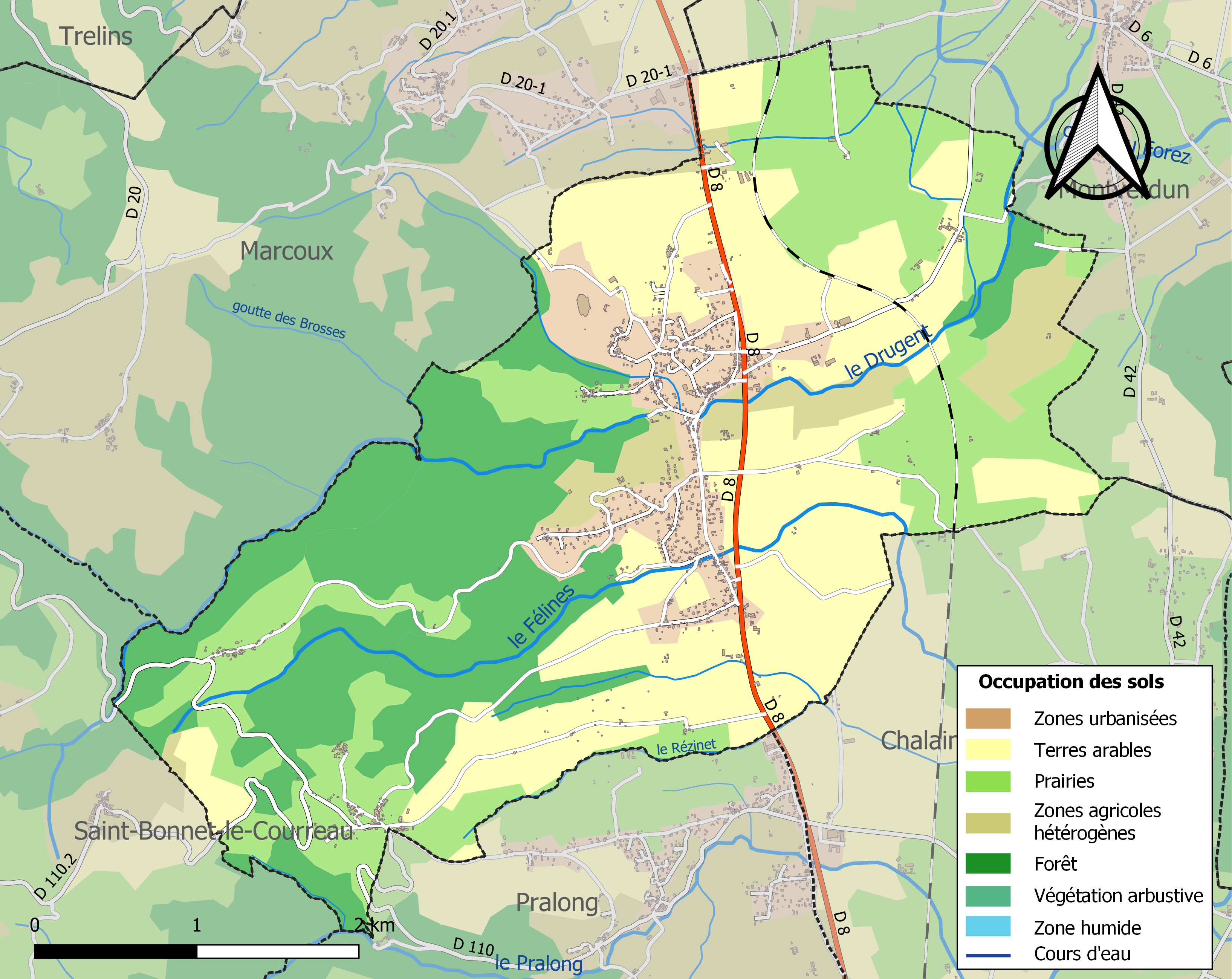
Kaart van de gemeente met de belangrijkste infrastructuur, bodemgebruik en omliggende gemeenten

## Demografie
Onderstaande figuur toont het verloop van het inwonertal (bron: INSEE-tellingen).